# 1386 Storeria
1386 Storeria је астероид главног астероидног појаса чија средња удаљеност од Сунца износи 2,365 астрономских јединица (АЈ).
Апсолутна магнитуда астероида је 12,6 а геометријски албедо 0,188.